# Александер фон Гартманн
Генріх Ебергард Александер фон Гартманн (нім. Heinrich Eberhard Alexander von Hartmann; 11 грудня 1890, Берлін — 26 січня 1943, Сталінград) — німецький воєначальник, генерал піхоти вермахту. Кавалер Лицарського хреста Залізного хреста.

## Біографія
Представник давнього прусського аристократичного роду. У 1910 році вступив в 5-й тюринзький «Великого герцога Саксонського» піхотний полк. З початком Першої світової війни полк входить до складу німецької 38-ї піхотної дивізії і направляється на Західний фронт. Александер займає пост командира кулеметного взводу. У вересні 1914 року його підрозділ перекладається на Східний фронт, де Гартманн був важко поранений в бою. Після одужання з 1916 року — ад'ютант при прусському Військовому міністерстві.
На початку 1920-х років вступив в рейхсвер, з 1921 року — командир роти в 17-го піхотного полку, дислокованого в Брауншвейгу. У 1933 році — офіцер зв'язку між рейхсвером і рейхсмаріне в Гамбурзі, в 1934 році — командир 3-го батальйону 37-го піхотного полку в Оснабрюці.
З 1937 року — командир 37-го піхотного полку  6-ї піхотної дивізії. Учасник Французької кампанії. З 28 січня 1941 року — командир 71-ї піхотної дивізії. Учасник Сталінградської битви.
Загинув в бою з наступаючими радянськими солдатами на березі річки Цариця 26 січня 1943 року. Частина Сталінграда, де билися підрозділи 71-ї дивізії, в німецьких підрозділах і місцевих зведеннях позначалася як «місто Гартманна». Перед загибеллю Гартманн писав: «Я не накладу на себе руки, але постараюся, щоб росіяни це зробили. Я піднімуся на повний зріст на бруствер і буду стріляти у ворога, поки не загину. Моя дружина — практична жінка, вона зможе з цим жити далі, мій син загинув у бою, дочка одружена, цю війну ми ніколи не виграємо, а людина, яка стоїть на чолі нашої країни, не виправдала наші надії.» Разом з фон Гартманном в поле піднялися й інші офіцери дивізії зі зброєю в руках і, не звертаючи уваги на вибухи гранат, вступили в бій. Дізнавшись про це, командувач 6-ю армією генерал-полковник Фрідріх Паулюс відправив в «місто Гартмана» свого офіцера зв'язку, майора фон Белова з наказом «повернутися в укриття і припинити це безумство». Однак до цього часу генерал-лейтенант фон Гартманн уже був смертельно поранений в праву скроню.

## Звання
- Фанен-юнкер (3 березня 1910)
- Фенріх (3 березня 1910)
- Лейтенант (20 березня 1911; патент від 24 червня 1909)
- Оберлейтенант (18 червня 1915)
- Гауптман (20 червня 1918)
- Майор (1 квітня 1931)
- Оберстлейтенант (1 серпня 1934)
- Оберст (1 січня 1937)
- Генерал-майор (1 січня 1941)
- Генерал-лейтенант (1 грудня 1942)
- Генерал піхоти (15 лютого 1943)

## Нагороди
- Залізний хрест 2-го і 1-го класу
- Орден Білого Сокола, лицарський хрест 2-го класу з мечами
- Військовий хрест Вільгельма-Ернста
- Орден дому Ліппе, почесний хрест 4-го класу з мечами
- Хрест «За військові заслуги» (Австро-Угорщина) 3-го класу з військовою відзнакою
- Військова медаль (Османська імперія)
- Нагрудний знак «За поранення» в чорному
- Почесний хрест ветерана війни з мечами
- Медаль «За вислугу років у Вермахті» 4-го, 3-го, 2-го і 1-го класу (25 років)
- Застібка до Залізного хреста 2-го і 1-го класу
- Лицарський хрест Залізного хреста (8 жовтня 1942) — вручений Фрідріхом Паулюсом і Артуром Шмідтом.